# The Burial of Kojo
The Burial of Kojo es una película dramática ghanesa de 2018 escrita, compuesta y dirigida por Blitz Bazawule. Producida por Bazawule, Ama K. Abebrese y Kwaku Obeng Boateng, fue filmada íntegramente en Ghana con un micro presupuesto, con equipo local y varios actores debutantes.
Tuvo su estreno mundial en Nueva York el 21 de septiembre de 2018, en el Urban World Film Festival, donde fue reconocido como Mejor Largometraje Narrativo (World Cinema). Recibió nueve nominaciones en la 15.ª edición de los Premios de la Academia de Cine de África y ganó dos, incluida la Mejor ópera prima de un director. Es distribuida por ARRAY y fue lanzada en el servicio de transmisión Netflix el 31 de marzo de 2019, convirtiéndola en la primera película ghanesa estrenada en países seleccionados de todo el mundo a través de la plataforma.

## Sinopsis
Esi relata su infancia en la Ghana rural. Ella vive en una aldea construida sobre un lago, junto a su padre Kojo y su madre Ama, que aporta la mayor parte de los pequeños ingresos de la familia a través de la costura. Kojo creció en una gran ciudad, pero huyó a la aldea después de un trágico accidente, sintiendo que "solo el agua puede limpiar el pasado". Esi es cercana a su padre, quien la lleva por el lago en su bote y le cuenta historias cuyos comienzos solo tienen sentido si conoces sus finales. Un visitante inesperado, un anciano ciego del "reino intermedio" donde "todo está patas arriba", llega a la aldea y le confía a Esi un pájaro blanco sagrado que, según él, está en peligro de ser cazado por un cuervo.
Poco después, la familia recibe otro visitante inesperado: el tío de Esi, Kwabena, de quien Kojo se ha distanciado. Kwabena lo persuade para que lleve a su familia a la ciudad de la que  había huido siete años antes. Allí viven con la abuela de Esi, con quien Esi ve una telenovela que presenta un conflicto entre dos hermanos que aman a la misma mujer. Su padre y su tío también habían amado una vez a la misma mujer, aunque ella había muerto el día de su boda con Kwabena debido a que Kojo conducía ebrio. Sin embargo, Kwabena dice que el pasado es el pasado y quiere que Kojo se una a él en la minería ilegal de oro a pequeña escala. Kojo, inicialmente reacio, finalmente acepta y va con su hermano a una antigua mina que ahora pertenece a una empresa china. Sin previo aviso, Kwabena empuja a Kojo a un pozo de mina abandonado y huye. Esi y su madre van a la policía para denunciar la desaparición de Kojo. Esi sigue teniendo visiones del cuervo y pronto se da cuenta de que el cuervo es su tío Kwabena, quien también murió en el accidente siete años antes, el pájaro blanco sagrado es su padre y solo ella puede encontrarlo.

## Elenco
- Cynthia Dankwa como Esi
- Ama K. Abebrese como Older Esi (narrador)
- Joseph Otsiman como Kojo, padre de Esi
- Mamley Djangmah como Ama, la madre de Esi
- Kobina Amissah-Sam como Kwabena, hermano de Kojo
- Henry Adofo como Apalu
- Joyce Anima Misa Amoah como Nana, abuela de Esi
- Brian Angels como Sargento Asare
- Joe Addo como el detective Koomson
- Emanuel Nerttey como Young Kojo
- Edward Dankwa como Young Kwabena
- Zalfa Odonkor como Adwoa

## Recepción

### Recepción de la crítica
Recibió reseñas favorables de la crítica. En el sitio web Rotten Tomatoes, tiene una calificación de aprobación del 100% basada en 7 reseñas, con un promedio ponderado de 9.25 / 10.
Richard Brody de The New Yorker escribió: "Bazawule ofrece un retrato de un artista naciente que capta la llama temprana de la inspiración artística desde adentro". John DeFore de The Hollywood Reporter escribió: "A los espectadores les puede preocupar que las imágenes absolutamente hermosas de Bazawule no sumen nada, pero la película satisface tanto en términos prosaicos como poéticos, proporcionando un final que da sentido a su comienzo. Dejará a muchos que lo vean ansiosos por la próxima fábula del joven cineasta. Brian Costello de Common Sense Media escribió: "Es exuberante y hermosa, llena de imágenes deslumbrantes extraídas tanto del realismo mágico como del escenario mismo".

### Premios
| Año  | Ceremonia                          | Categoría                                   | Resultado | Notas  |
| ---- | ---------------------------------- | ------------------------------------------- | --------- | ------ |
| 2018 | Festival de Cine Urbanworld        | Mejor largometraje narrativo (World Cinema) | Ganador   | [ 9 ]  |
| 2019 | Festival de Cine Africano de Luxor | Mejor largometraje narrativo                | Ganador   | [ 11 ] |